# سيلفيو دي سوزا
سيلفيو دي سوزا (بالبرتغالية: Sylvio de Souza‏) هو مجدف برازيلي، ولد في 1935.

## وصلات خارجية
- سيلفيو دي سوزا على موقع الاتحاد الدولي للتجديف (الإنجليزية)
- سيلفيو دي سوزا على موقع أوليمبيديا (الإنجليزية)